# Death end re;Quest2
『Death end re;Quest2』（デス エンド リクエスト2）は、コンパイルハートより発売されたゲームソフト。略称は『デスリク2』。
PlayStation 4版が2020年2月13日に、Microsoft Windows（Steam）版が2020年8月19日に発売され、2021年8月19日にNintendo Switch版が発売された。
2018年に発売された『Death end re;Quest』の続編だが前作未プレイでも楽しめるように作られている。
通常版、ダウンロード版、限定版が発売。
2024年9月19日に続編となる『Death end re;Quest Code Z』が発売され、シリーズ初のCERO：Z（18才以上のみ対象）指定のシリーズ作品になる。

## ストーリー
前作から数年後。
東山まいは発狂した父から妹を守るため、父を殺してしまう。母フィリスの失踪により孤児となったまいは、妹さなえのいる呪われた街「リズ・ショアラ」の女子寮「ワーズ・ワース」に入寮する。
しかし、さなえは見つからず、さらにはこの寮では、少女たちが次々と失踪する怪事件が発生していた。この街では夜になると怪物たちが徘徊していたのであった。まいは「水梨新のPC」とハッキング能力でこの街の謎を解くべく、探索を始める。

## 世界観
本作の世界は、前作トゥルーエンドから派生し、エピローグへは至らない並行世界に当たる。
水梨新は「ラストオーパーツ」による世界ハッキング能力を維持したままデグレードしており、それに伴ってとある人物の存在が抹消されている。
また、バグゥは守護霊のようなものとして現実世界に定着されている。その身に宿すことで「仕様外」の力を発揮できるようになる特性はそのままに、自我を持ち感情を食うう凶悪な特性は排除されている模様。まいたちのグリッジスタイルも、攻撃的にはなるもののバグゥは外に出たままで、バグゥに引っ張られたような外見や過剰な性格変化がなくなっている（後述するようにバグによるダメージおよび死の危険が大幅に低減している）。
秘密結社アファシスの計画は誘拐事件前後に頓挫しているらしく、誘拐被害者たちは無事に普段の生活を過ごしている（しいな以外バグゥを所持していない模様）。しいなの悲劇が回避されたことでアイリスも無事である。
agle社およびアリスコードエンジンは健在であるが、中核の古文書やニューラルコンピューターに関しては不明。

## 特徴
本作では、前作のようにバグったゲーム内というわけではないため、イレギュラーバウンドじみた大量のデスエンドや進行度を無視した強力アイテム入手などはなくなっている。その代わり、通常ルートでもスプラッタ・グロテスク展開が発生し、選択肢次第では主人公たちだけでなく他の寮生が死んでしまう場合がある（寮生が死亡してもストーリーは進行する）。アドベンチャーパートではいつでもセーブ可能。
敵をバウンドさせる戦闘はそのままだが、フラッシュイデアは簡略化され、バトルジャックは全面的に廃止となっている。また、バグはHPダメージが発生するものが「地雷」に限定され、それを除けば踏むことにデメリットはなくなっている。また、ノックバグで敵がバグを踏んだ場合もその効果が適用される。さらに、侵食度が100％になっても戦闘不能になることはない。そのため、バグを他のキャラクターのために残すかなど運用方法が変化している。なお、地雷は踏んだキャラクターに対して割合ダメージを与える（ボスにも有効）。
それ以外の特徴として、全体の作風がメアリスケルターに近いグロテスク＆ホラー系に傾いており、マーターズそっくりの敵「シャドウ・マター」にもより人間に近い造形の気持ち悪い敵が増えている。フィールド・戦闘においては、正体不明の敵「バーサーカー」が突如出現し、その攻撃を受けると即死してしまうという恐怖演出が用意されている。

## 登場人物

### 主要人物
東山 まい（とうやま まい）
声 - 斎藤千和
本作の主人公。つっけんどんな性格だが根は優しく、必要とあればあえて悪役として振る舞うことも。
妹がいたが、両親の離婚に伴い離別している。父から気まぐれに与えられたPCやスマホでやり取りしていたが、奇妙なメールを最後に連絡が取れなくなっている。
酒に狂った父親から虐待を受けており、まともな食事もできないなど劣悪な環境で虚無的に過ごしていた。狂乱した父に殺されかけ、世を儚んで無抵抗に手を駆けられそうになるも妹を貶す発言に激昂。逆に鉈を振るって殺害してしまう。近所の人の通報で警察に保護され、環境が環境であったため罪に問われることはなかった。
事件後、音信不通になった妹の所在を探すも、母親も死亡しており施設に入れられたことが判明。そこで、妹が入ったというリズ・ショアラの女子寮ワーズ・ワースに入寮する。
もともと頭は良いが、家に閉じ込められていたため教育をまともに受けていないので、知識に偏りがある。外の世界に憧れてPCを使って様々な場所に侵入しているうちに、若くしてエニグマ社のセキュリティを突破できるほどのハッキング技術を持つに至る。
時折謎のめまいにより、身に覚えのない光景を幻視することがある。
戦闘時はバランスタイプで武器はなたを装備する（父親殺害時に使ったものを護身用としてそのまま携行）。戦闘不能の味方を蘇生することもできる。
グリッジスタイルのイメージカラーは緑。モチーフはカタツムリ。
ロッテン・ドールハート
声 - 朝日奈丸佳
通称ロット。ワーズ・ワースで暮らす明るい性格の女の子。まいのルームメイト。
まいを大いに気に入っており、過剰なスキンシップを図ろうとするも邪険に扱われる。それでもめげることはない。
寮母ミドラの実の娘であるが、贔屓はよくないとして他の寮生と同じ立場。
戦闘は魔法が得意な遠距離攻撃タイプで、武器は銃を使う。なお、他の面々と違い、どこから銃を用意したのか一切不明。前作でルシルが使用したMP回復スキル「フォニックチューン」や全体攻撃魔法が使用可能。
グリッジスタイルのイメージカラーは赤。モチーフは蚊。
リリアナ・ピナータ
声 - 石見舞菜香
物語途中でワーズワースにやってくる幼い少女。父が悪魔憑きによって自殺したため、悪魔を憎悪しており悪魔を祓えるようになりたいと思っている。母親は父親の件で精神に異常をきたしており、距離を置くためにワーズ・ワースにやってきた。
幼いながらもしっかりした性格をしており、丁寧な口調で喋る。悪魔に対する敵意を除けば、個々の複雑な家庭環境故に癖の強い他の寮生に比べればかなりまとも。
戦闘は近距離パワータイプで、武器は釘バットを使う。物理攻撃力を上昇させる補助魔法や被ダメージを半減させる補助魔法も使う。
グリッジスタイルのイメージカラーは青。モチーフはウデムシ。

### リズ・ショアラ / 女子寮「ワーズワース」
ミドラ
声 - 大原さやか
ロットの母親で、厳しくも優しい寮母。寮生たちの母として、健やかに育つように手を尽くす。叱るときはしっかり叱る。ロットや寮生のことは「お前」と呼ぶ。
ロットや他の寮生同様、実は30年前の人間である。ある時ロットが車に引かれ致命傷を負い、男性医師に唆され彼の姉、ジルエッタと対面、他の寮生を殺すように命じられる。段々と彼女の精神は壊れ、寮生殺戮後はロットを残し自らも銃口を加えて発砲し死亡している。その後はジルエッタの手により寮生や街の住人同様魂を街に閉じ込められ、実体を持ったビジョンとして、30年もの間何度も蘇っては寮生を皆殺しにする行程を繰り返していた。ストーリー終盤、謝肉祭の日の夜、寮生らを同じように皆殺しにした上でシャドウ・マターと化し、まいたちに襲い掛かるも倒される。全てが終わり、世界がまいによりデグレードされる直前にロットの前に現れ、彼女をまいに託し消滅した。
司教
声 - 仲村かおり
リズ・ショアラで信仰されるエル＝ストレイン教の司教。穏やかで優しい性格をしている。
接した機会はさほど多くないが、警戒心の強いまいも心を許している。
シズ・メロニス
声 - 古川由利奈
メイド長。ミドラとは古い付き合いで、彼女の要請に従ってメイド長についている。
ジルエッタ
声 - 笠原あきら
国の児童養護機関職員。身寄りのない子供が安寧に生活できる環境を用意する業務に携わっている。

### エニグマ社
二ノ宮 しいな（にのみや しいな）
声 - 東城日沙子
前作の主人公で、ワーズ・ワースの新人メイド。
実はリズ・ショアラで消息不明になった上司の水梨新を探しに来ており、ワーズ・ワースに勤めているのも余所者では情報収集もままならなかったため。
バグゥ・アラクネを宿しており、それなりに戦闘能力はあるが直接戦闘には参加しない。
水梨 新（みずなし あらた）
声 - 榎木淳弥
行方不明の天才プログラマー。パッケージなどには「気がふれた」とあるが詳細不明。
ワールズ・オデッセイをめぐる事件で世界ハッキング能力を有するようになっており、自身のPCにユーザー承認していない人間を蒸発死させるという罠を仕込んだりしている。
魔法じみた力の行使が可能と言っても、本人のスペックは普通の人間である。
常盤 澄香（ときわ すみか）
声 - 井澤詩織

リディア・ノーラン
声 - 藤田茜

棟方 夏生（むなかた なつお）
声 - 杉田智和

明日風 凛（あすかぜ りん）
声 - 大野柚布子

### その他
前作のパーティメンバー
リリィ・ホープス / 山村百合紗（声 - 桑原由気）、アル・アストラ / 森久保ひなた（声 - 田中美海）、クレア・グレイブ / 樋泉楓（声 - 高野麻里佳）、ルシル・フィアレーテ / スヴェトラーナ・天羽（声 - 橋本ちなみ）、セリカ・クレイトン / クロエ・アーロン（声 - 都丸ちよ）の5人。
経緯は不明だがしいなと親しくしており、このうち任意の一人だけだが救援として登場させることができる。
ワールズ・オデッセイでの姿は世界ハッキングによる「アバターシステム」の効果で、シイナも含めて実体のあるヴィジョンとして予備メンバーとなる。当時のキャラクターデータを基にしているため、グリッジスタイル時の凶暴性はそのまま。
カジータ・ロッソ
声 - マフィア梶田

## プロモーション
『青鬼』コラボレーション
ゲーム中に条件を満たすことで作中を舞台にした青鬼に近いゲームモードでプレイできる他、隠しボスとして青鬼が登場する。